# Акчий (Китай)
Посёлок Акчий (кит. упр. 阿克齐镇, пиньинь Ākèqí zhèn) — посёлок в составе уезда Каба округа Алтай Синьцзян-Уйгурского автономного района КНР. Здесь размещается правление уезда.

## История
Посёлок был образован в 1951 году. В 1971 году посёлок был ликвидирован, а вместо него образована коммуна, однако в 1984 году посёлок был воссоздан.

## Административное деление
Посёлок Акчий состоит из шести общин и двух деревень:
- Община Миньчжудунлу (民主东路社区)
- Община Миньчжучжунлу (民主中路社区)
- Община Миньчжусилу (民主西路社区)
- Община Цзефандунлу (解放东路社区)
- Община Цзефанчжунлу (解放中路社区)
- Община Цзефансилу (解放西路社区)
- Деревня Акчий (阿克齐村)
- Деревня Каньмэньэр (坎门尔村)

## Население
В 2009 году в посёлке Акчий проживало 18 тысяч человек, представлявших 11 национальностей (из них китайцы — 4559 человек).